# George Ramsay (12e comte de Dalhousie)
Pour les articles homonymes, voir George Ramsay (homonymie) et Ramsay.
George Ramsay, 12e comte de Dalhousie, (26 avril 1806 – 20 juillet 1880), connu comme George Ramsay jusqu'en 1874, est un amiral britannique.

## Carrière
Il est le fils du Lieutenant général John Ramsay (1775-1842), quatrième fils de George Ramsay (8e comte de Dalhousie). Il sert dans la Royal Navy à partir de 1820 et est nommé Compagnon de l'Ordre du Bain en 1856. Il sert en tant que Commandant en chef de la station de la Côte Sud-Est de l'Amérique de 1866 à 1869, et est promu au rang d'amiral en 1875. Il succède à son cousin, Fox Maule-Ramsay (11e comte de Dalhousie), dans le comté en 1874. En 1875, il est créé baron Ramsay, de Glenmark dans le comté de Forfar, dans la Pairie du Royaume-Uni.
Son quatrième fils, Charles Maule Ramsay est un militaire et homme politique. Il est décédé en juillet 1880, âgé de 74 ans, et est remplacé par son fils aîné, John Ramsay (13e comte de Dalhousie).